# Meunasah Asan Ab
Meunasah Asan Ab is een bestuurslaag in het regentschap Aceh Utara van de provincie Atjeh, Indonesië. Meunasah Asan Ab telt 1002 inwoners (volkstelling 2010).